# Kamen Slatkow
Kamen Slatkow (bulgarisch Камен Златков, englisch Kamen Zlatkov; * 9. August 1997 in Sofia) ist ein bulgarischer Skirennläufer. Er startet hauptsächlich im Slalom sowie vereinzelt im Riesenslalom.

## Karriere
Slatkow gab sein internationales Renndebüt am 14. November 2013 bei einem Juniorenrennen in Solda. Sein erstes internationales Großereignis bestritt er einige Monate später bei den Juniorenweltmeisterschaften in Jasná. Dort erreichte er als beste Platzierung den 18. Rang im Slalom. Nur wenige Wochen später wurde er bulgarischer Vizemeister im Slalom. 2016 krönte er sich zum bulgarischen Meister im Riesenslalom. In dieser Zeit startete Slatkow hauptsächlich bei FIS-Rennen in Europa.
2017 nahm er erstmals an einer Weltmeisterschaft teil. Bei den Wettkämpfen in St. Moritz belegte er nach Rang zwei im Qualifikationsrennen den 36. Rang im Slalom. Im Riesenslalom schied er im Qualifikationsrennen aus und verpasste so den Start beim eigentlichen Weltmeisterschaftsrennen.
Am 12. November 2017 gab Slatkow beim Slalom von Levi sein Debüt im Weltcup, wobei er bereits im ersten Durchgang ausschied. Im weiteren Verlauf der Saison wurde er für die Olympischen Winterspiele 2018 in Pyeongchang nominiert. Dort schied er jedoch sowohl im Riesenslalom als auch im Slalom aus.
Am 10. Dezember 2018 feierte Slatkow seinen ersten Sieg bei einer kontinentalen Rennserie. Im Rahmen des Far East Cup gewann er den Slalom im Taiwoo Ski Resort.
Seine ersten Weltcuppunkte gewann Slatkow am 22. Dezember 2021 beim Slalom von Madonna di Campiglio mit Rang 19. In weiterer Folge wurde er wie bereits 2019 für die Olympischen Winterspiele 2022 nominiert. Doch wie auch schon vier Jahre schied Slatkow bei seinem Start im Slalomrennen aus.

## Privates
Seine Schwester Julia Slatkowa sowie sein Bruder Kalin Slatkow waren bzw. sind ebenfalls als Skirennläufer aktiv.

## Erfolge

### Olympische Winterspiele
- Pyeongchang 2018: DNF Riesenslalom, DNF Slalom
- Peking 2022: DNF Slalom

### Weltmeisterschaften
- St. Moritz 2017: 36. Slalom, DNQ Riesenslalom
- Åre 2019: DNF Slalom
- Cortina d’Ampezzo 2021: DNF Riesenslalom, DNF Slalom
- Courchevel/Méribel 2023: DNF Slalom

### Weltcup
- Eine Platzierung unter den besten 20

### Juniorenweltmeisterschaften
- Jasná 2014: 18. Slalom, 40. Super Kombination, 46. Riesenslalom, 67. Super-G, 70. Abfahrt
- Sotschi 2016: 17. Slalom, 31. Riesenslalom, 54. Super-G, DNF Alpine Kombination
- Åre 2017: 19. Slalom, 38. Alpine Kombination, DNS Riesenslalom
- Davos 2018: DNS2 Riesenslalom, DNS2 Slalom, DNS2 Alpine Kombination

### Europacup
- 2 Platzierungen unter den besten 10

### Far East Cup
- Saison 2020/21: 2. Slalomwertung, 6. Gesamtwertung
- 5 Podestplätze, davon 2 Siege

| Datum             | Ort                | Land                | Disziplin |
| ----------------- | ------------------ | ------------------- | --------- |
| 10. Dezember 2018 | Taiwoo Ski Resort  | Volksrepublik China | Slalom    |
| 21. März 2021     | Juschno-Sachalinsk | Russland            | Slalom    |

### Weiter Erfolge
- Bulgarischer Meister im Super-G (2019)
- Bulgarischer Meister im Riesenslalom (2016, 2018, 2023)
- Bulgarischer Meister im Slalom (2017, 2018, 2019, 2021, 2023)
- Bulgarischer Vizemeister im Riesenslalom (2017, 2019)
- Bulgarischer Vizemeister im Slalom (2014, 2022)
- 13 Siege bei FIS-Rennen